# Macrogradungula
Macrogradungula moonya es una especie de araña araneomorfa de la familia Gradungulidae. Es la única especie del género monotípico Macrogradungula.

## Distribución
Es originaria de Australia en Queensland, donde se encuentra cerca de Tully.